# Promotor de eventos
O promotor de eventos ou Produtor de Eventos (em inglês: promoter) ocupa-se do desenvolvimento de atividades de planejamento, de captação, de promoção, realização, administração dos recursos e prestação de serviços especializados de eventos. Os profissionais da classe consideram o termo vulgar e preferem ser chamados de assessores, isto se deve ao fato de que o termo "promoter" está relacionado ao retorno que um investidor espera obter com a realização do evento, sendo esta pessoa geralmente o anfitrião. Dessa forma, o termo assessor está mais próximo das qualidades deste profissional que trabalha nos bastidores do evento.
É o profissional que cabe todas as partes organizacionais e administrativas de um respectivo evento, o profissional responsável por todas as etapas relacionadas a um evento. Deve ter noções administrativas, noções de marketing, noções de comunicação social e contabilidade. O mercado de trabalho desse profissional é bastante amplo, é uma profissão em que existe um pré requisito escolar para exercer essa arte, pois o conhecimento vem da prática, e a pratica é repassada aos estudantes que quiserem tirar o curso superior de Promoção de Eventos. Sim, é um curso universitário.
Promotor de Eventos é aquele que promove e cuida de cada detalhe para que saia no combinado além dele ter a responsabilidade sobre todos os mínimos detalhes do início das montagens de cada evento ate o final dele.
Geralmente, seu trabalho compreende:
· Desenvolver conceitos para o evento
· Criar planos e documentação para o evento.
· Criar orçamentos para o evento
· Encontrar e organizar fornecedores, funcionários e voluntários.
· Reservar os locais e equipamentos do evento.
· Promover e fazer o marketing do evento nas mídias e para os grupos
· Acompanhar o desenrolar do evento
· Se necessário, organizar arrecadação de fundos, patrocínios e venda / distribuição de convites / ingressos para o evento
Poderá também ultrapassar essas fronteiras de delimitações de função por conta da necessidade. O produtor de eventos deve ser uma pessoa com equilíbrio emocional, iniciativa, velocidade de raciocínio, organização, responsabilidade, pontualidade, visão global (do seu projeto e do mundo), disponibilidade, eficiência (utilizar da melhor forma possível todos os recursos disponíveis) e eficácia (obtendo os melhores resultados possíveis).
Formação Profissional.
Educação secundária não é suficiente para o atual mercado de eventos. Além da graduação, é recomendável que os coordenadores de eventos assistam palestras, façam cursos e estejam em constante atualização e reciclagem.
Existe o curso de nível superior em Produção e Gestão de Eventos, bem como o curso de Produtor Cultural, esse profissional tem seu diferencial no mercado competitivo pois antes, acreditava-se que não havia necessidade e/ou formação específica na área. Alguma matérias extras incluem: inglês, matemática, administração e contabilidade.
Uma boa experiência é ter trabalhado em alguma das seguintes áreas: hotelaria, turismo, gerencia de projetos, relações públicas e marketing.
Carreira profissional
Os coordenadores podem atingir outras posições mais elevadas na empresa ou iniciar sua própria empresa de eventos.
Local de trabalho.
Trabalham em escritórios, nos locais dos clientes, onde os eventos ocorrerão, locais fechados ou abertos. Alguns coordenadores viajam para eventos que ocorrerão em outros locais. As condições de trabalho variam dependendo do local e do tipo do evento e podem ser estressantes.

Equipamentos
Usam telefones celulares, computadores e softwares de gerenciamento de eventos. Podem alugar outros equipamentos com iluminação, palco e equipamentos de som.
Horários de trabalho
Trabalham normalmente nas horas normais de um escritório embora possam trabalhar longos períodos de tempo quando se aproxima a data de um evento. Os eventos normalmente ocorrem fora do horário normal e, assim, muitas vezes, o produtor de eventos tem que trabalhar nos fins de semana ou durante a noite. Em resumo, o horário de trabalho é muito variado pois normalmente o horário de entretenimento das outras pessoas será seu horário de trabalho.
Contato com pessoas
Trabalham com uma ampla variedade de profissionais e organizações sendo que os vários grupos com os quais interagem depende do tipo de evento. Normalmente os contatos são os seguintes:
· Fornecedores de refeição, lanches etc.
· Fornecedores de equipamentos e transporte para eventos.
· Locais, hotel, funcionários de companhias aéreas.
· Agentes de artistas, músicos e conferencistas.
· Representantes de empresas, comunidades e organizações de eventos.
· Advogados e contadores.
· Voluntários e assistentes.
· As pessoas que estarão presentes nos eventos.
· Imprensa
· Patrocinadores